# Carling Bassett-Seguso
Carling Bassett-Seguso (Toronto, 9 ottobre 1967) è un'ex tennista canadese.

## Biografia
Vinse il Virginia Slims of Pennsylvania del 1983 battendo in finale Sandy Collins col punteggio di 2–6, 6–0, 6–4.
Qualche anno dopo vinse l'Internationaux de Strasbourg singolare del 1987 vincendo in finale Sandra Cecchini con 6-3, 6-4.
In coppia vinse due edizioni dell'Eckerd Tennis Open: nel 1984 con Elizabeth Sayers vinse Mary Lou Daniels e Wendy White con 6–4, 6–3, l'anno dopo nel 1985 cambiò con Gabriela Sabatini battendo con facilità Lisa Bonder e Laura Arraya in un doppio 6–0.
Nel ranking raggiunse l'8ª posizione il 4 marzo del 1985.
Sposò lo statunitense giocatore di tennis Robert Seguso nel 1987. Fra i loro figli:
- Holden John Seguso, nato nel 14 marzo 1988
- Carling Junior (nato nel 1990)
- Ridley Jack, (nato nel 1993)
- Lennon Shy, nato nel 10 aprile 2010